# Ophiocypris megaloplax
Ophiocypris megaloplax is een slangster uit de familie Ophiolepididae.
De wetenschappelijke naam van de soort werd in 1936 gepubliceerd door Theodor Mortensen.